# Автономия (1898 – 1902)
Вижте пояснителната страница за други значения на Автономия.
„Автономия“ е български вестник, излизал в София от 10 май 1898 до 23 октомври 1899 (48 броя) и от 7 декември 1901 до 30 март 1902 година (6 броя).

## История
Общо излизат 54 броя. Брой 1 – 5 носи подзаглавие Орган на политическите интереси на християнското население в Турция, брой 6-12 – Независим орган на македонските интереси, 20-24 – орган на политическите интереси на македонското население в Турция и после пак с първото подзаглавие.
Вестникът излиза в събота и първоначално е редактиран от Димитър Г. Чохаджиев, а по-късно от Ст. Иванов, А. С. Василев, Иван Стоименов, Иван Недев, Тодор Арсов и Александър К. Чакъров. Редактор е и Кочо Аврамов. От брой 24 във вестника има и текстове на френски език, като и заглавието излиза и на френски. Печатан е първо в печатницата „Иван П. Даскалов“, а по-късно и в „Либерален клуб“, „Т. Пеев“, „Светлина“, „Иван К. Цуцев“, „Я. Петров“, „Ив. Г. Говедаров“, „Иван К. Божинов“, „Б. Зилбер“ и „Янко С. Ковачев“.
Вестникът публикува информации за положението на българите в Османската империя. Първоначално защитава политическите позиции на Върховния комитет, а по-късно се опитва да заеме центристка позиция между Комитета и Вътрешната организация. Подкрепя Българското тайно революционно братство. Във вестника излиза и поемата на Райко Жинзифов „Кървава кошуля“.